# Calvin Thürkauf
Calvin Thürkauf (* 27. Juni 1997 in Zug) ist ein Schweizer Eishockeyspieler mit kanadischer Staatsbürgerschaft, der seit Mai 2021 beim HC Lugano aus der Schweizer National League unter Vertrag steht und dort auf der Position des Centers spielt.

## Karriere
Thürkauf kam in Zug zur Welt, sein Vater ist Kanadier. Er verfügt über die Staatsbürgerschaften der Schweiz und Kanadas. In seiner Heimatstadt durchlief er die Nachwuchsabteilung des EV Zug, in der Saison 2014/15 kam er dank eines Leihabkommens zu einem Einsatz für den SC Langenthal in der National League B (NLB).
2015 ging Thürkauf nach Kanada zu den Kelowna Rockets, einer Mannschaft aus der Provinz British Columbia, die ihn im CHL Import Draft des Jahres in der ersten Runde als insgesamt 59. Spieler gezogen hatten und die am Spielbetrieb der Western Hockey League (WHL) teilnimmt. Beim Draft der National Hockey League (NHL) im Juni 2016 wurde er in der siebten Runde an insgesamt 185. Position von den Columbus Blue Jackets ausgewählt. Er spielte aber weiterhin für Kelowna und erhielt Ende Dezember 2016 einen Dreijahresvertrag von den Blue Jackets.
Anschließend war Thürkauf von 2017 bis 2020 in der Organisation der Blue Jackets aktiv, wobei er überwiegend für deren Farmteam, die Cleveland Monsters, in der American Hockey League (AHL) auflief. Im Februar 2020 gab er sein Debüt in der National Hockey League (NHL) und bestritt dort insgesamt drei Partien. Während der Vorbereitung auf die Spielzeit 2020/21 kehrte er in seine Schweizer Heimat zurück, wo er sich leihweise dem EV Zug anschloss. Nach dieser Saison endete sein NHL-Vertrag in Columbus, sodass er im Mai 2021 einen festen Dreijahresvertrag beim HC Lugano unterzeichnete.

### International
Thürkauf spielte in den Alterklassen U16, U17, U18 und U20 für die Schweizer Junioren-Nationalmannschaften und nahm unter anderem an der U18-Junioren-Weltmeisterschaft 2015 sowie den U20-Junioren-Weltmeisterschaften 2016 und 2017 teil.
Sein Debüt in der A-Nationalmannschaft gab Thürkauf im Verlauf der Saison 2017/18. Er spielte bei den Weltmeisterschaften 2022, 2023 und 2024, als die Schweizer Vizeweltmeister wurden sowie bei den Olympischen Winterspielen in Peking 2022.

## Erfolge und Auszeichnungen
- 2021 Schweizer Meister mit dem EV Zug
- 2024 Silbermedaille bei der Weltmeisterschaft

## Karrierestatistik
Stand: Ende der Saison 2024/25

### International
Vertrat die Schweiz bei:
| - Ivan Hlinka Memorial Tournament 2014 - World Junior A Challenge 2014 - U18-Junioren-Weltmeisterschaft 2015 - U20-Junioren-Weltmeisterschaft 2016 - U20-Junioren-Weltmeisterschaft 2017 | - Olympischen Winterspielen 2022 - Weltmeisterschaft 2022 - Weltmeisterschaft 2023 - Weltmeisterschaft 2024 |

(Legende zur Spielerstatistik: Sp oder GP = absolvierte Spiele; T oder G = erzielte Tore; V oder A = erzielte Assists; Pkt oder Pts = erzielte Scorerpunkte; SM oder PIM = erhaltene Strafminuten; +/− = Plus/Minus-Bilanz; PP = erzielte Überzahltore; SH = erzielte Unterzahltore; GW = erzielte Siegtore; 1 Play-downs/Relegation; Kursiv: Statistik nicht vollständig)